# De vandrande städerna
De vandrande städerna (originaltitel: Mortal Engines) är den första delen av De vandrande städerna, en bokserie av Philip Reeve.
Den första boken De vandrande städerna belönades med en Nestlé Smarties Book Prize och ALA Notable Books for Children och var nominerad till en Whitbread Children's Book Award.

## Titel
Bokens andra titel, Mortal Engines, kommer ursprungligen från William Shakespeares Othello.

## Berättelse

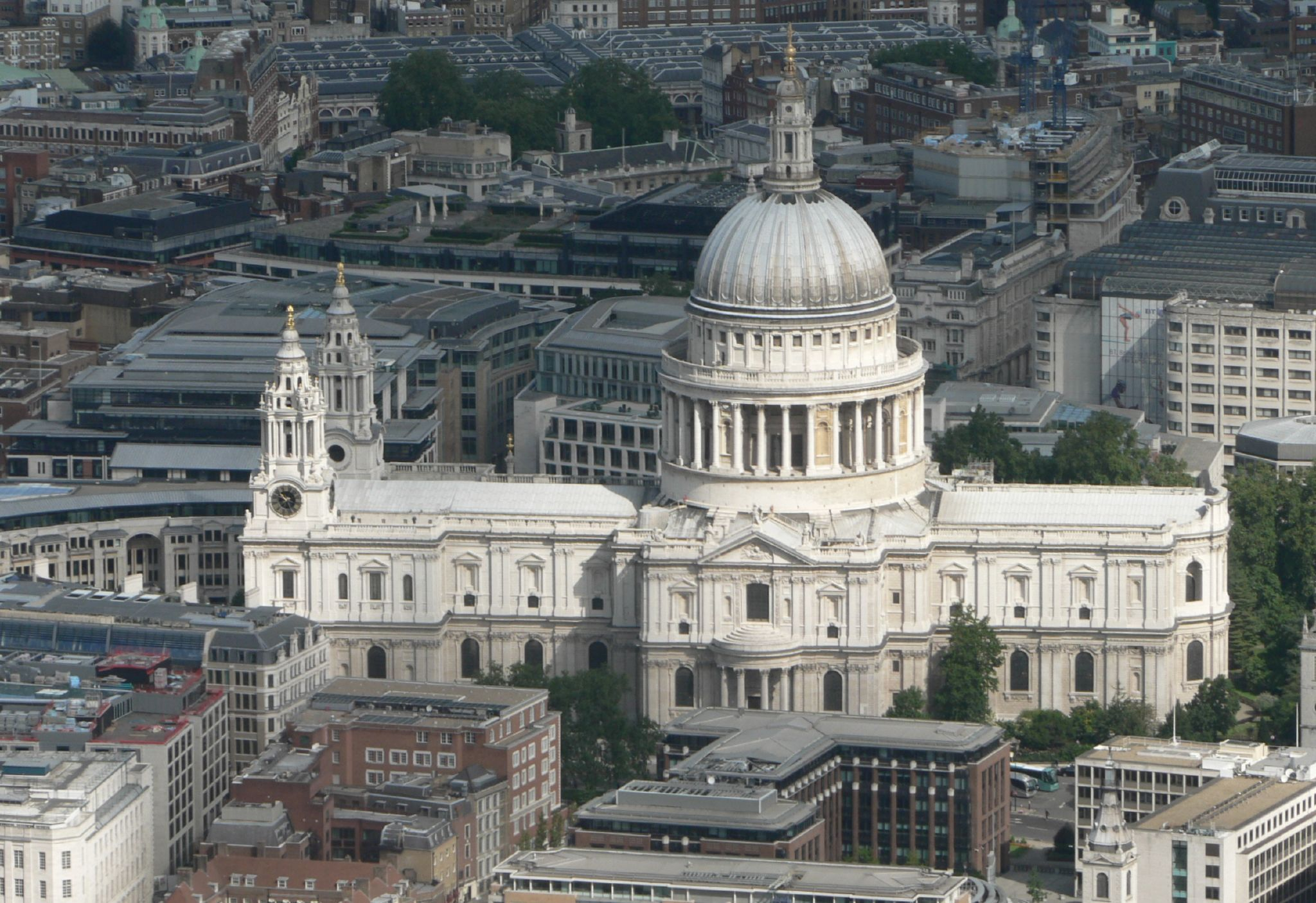
Sankt Paulskatedralen är en av de byggnader som överlevde Sextiominuterskriget.

Boken utspelar sig i framtiden där en förödande konflikt, känt som "Sextiominuterskriget", har reducerat jorden till en ödemark som består av lera och träskmarker. Detta har gjort att de flesta människorna lever i städer som rör på sig med hjälp av hjul. För att hitta resurser förflyttar sig städerna från en plats till en annan. Det förekommer strider mellan städerna som följer den "kommunala utvecklingsläran", en sorts darwinism som innebär att man livnär sig på städer genom att erhålla stadens tillgångar och förslava dess befolkning. I böckerna följer läsaren Thomas "Tom" Natsworthy som till en början bor i London. Han är föräldralös och en "tredjeklasslärling", den lägsta rangen i lärlingssystemet som omger invånarna i London. Varje person är också en medlem av de fyra olika gillen som gör att man kan vidareutbilda sig. Tom är en gillesmedlem av Londons historiker.

### Handling
När serien inleds har London tagit över staden Salthook. Tom befinner sig på en gata där det berättas om nyheten. Han hade vid ett tidigare tillfälle arbetat på museet i London och sedan obemärkt tagit sig ut till gatan. Därefter hamnade han vid en park med utkiksdäcken. De användes för att Londonborna ska kunna gå ut och titta på omgivningen. Tom såg striden mellan de två städerna. I den stora folkmassan vid gatan mötte han mobbaren Herbert Melliphant som blir osams med honom. Det slutar med att Tom får en bestraffning som var att arbeta på platsen där man monterade ner de städer som London hade fångat in. Vid platsen träffade han chefshistorikern Thaddeus Valentine som är känd för sina arkeologiska fynd. De forna invånarna i Salthook var på en station som registrerar nya invånare. Flickan Hester Shaw är vid registreringen. Hon har en dolk som hon tar fram och hugger Valentine när han går fram till henne och frågar efter fynd som historikergillet kan tänkas köpa. Tom blir indragen efter att han försökt följa efter Hester som tar sig till ett räcke och hoppar ner till ödemarken. Tom är vid räcket och har fått veta att Valentine har långt innan skadat Hester som har ett stort ärr tvärs över ansiktet. Tom konfronterar Valentine som knuffar ner honom till ödemarken. Tom måste hjälpa Hester för att få veta vilken information som hemlighålls av Valentine.

## Filmatiseringar
Handlingen i De vandrande städerna täcker ungefär hela den första säsongen av film Mortal Engines. Den 24 oktober 2016 meddelades det att Jackson ska producera och skriva manuset till filmen. Christian Rivers anlitades som regissör. Releasedatumet blir den 14 december 2018. Rollerna Tom och Hester ska spelas av Robert Sheehan samt Hera Hilmar.